# Каменка (Тамалинский район)
Ка́менка — село Ульяновского сельсовета Тамалинского района Пензенской области. На 1 января 2004 года — 188 хозяйств, 413 жителей.

## География
Село расположено на северо-западе Тамалинского района, на левом берегу реки Сюверни, расстояние до центра сельсовета села Ульяновка — 12 км, расстояние до районного центра пгт. Тамала — 28 км.

## История
По исследованиям историка-краеведа М. С. Полубоярова, село основано графом Петром Кирилловичем Разумовским между 1747 и 1762 годами на берегу реки Сюверня. В 1780 году — в составе Чембарского уезда, в 1877 году входила в Обвальскую волость Чембарского уезда. В 1878 году построена церковь во имя Иконы Казанской Богородицы, которая сгорела в 1905 году и отстроена вновь в 1911 году. В 1955 году — в Белинском районе, в 1966 году передано в Тамалинский район, центр Каменского сельсовета. Согласно Закону Пензенской области № 1992-ЗПО от 22 декабря 2010 года Каменский сельсовет упразднён, село передано в Ульяновский сельский совет.
В 50-х годах XX века располагалась центральная усадьба колхоза «Идея Ленина».

## Численность населения
| 1864 | 1877  | 1897  | 1911  | 1930  | 1939  | 1951 |
| ---- | ----- | ----- | ----- | ----- | ----- | ---- |
| 930  | ↗1140 | ↘1134 | ↗1401 | ↗1634 | ↘1124 | ↘597 |
| 1959 | 1979  | 1989  | 1996  | 2002  | 2010  |      |
| ↗693 | ↘529  | ↘508  | ↘478  | ↘439  | ↘373  |      |

## Улицы
- Каменская;
- Молодёжная.

## Инфраструктура
В селе имеются: почта, телефон, начальная школа, фельдшерско-акушерский пункт, отделение Сбербанка России.